# Bunuri mobile din domeniul numismatică clasate în patrimoniul cultural național al României aflate în județul Vrancea
Acestă listă conține bunurile mobile din domeniul numismatică clasate în Patrimoniul cultural național al României aflate la momentul clasării în județul Vrancea.

## Tezaur
| Foto | Informații generale | Detalii tehnice                                                                                            | Descriere | Deținător                   | Legături |
| ---- | ------------------- | --- | --- | --------------------------- | -------- |
|      | Nomisma             | Datare: Sec.X Școală: Constantinopolis Descoperit: jud. Vrancea, Panciu Material: aur                      | Descriere avers: Iisus Christos Pantocrator, bust, văzut din față, purtând nimb cruciger, tunică și colobion, cu mâna dreaptă binecuvântează, în mâna stângă ține Evangheliile. Cerc perlat exterior. Descriere revers: Constantin al VII-lea și Roman al II-lea, bust, văzuți din față, purtând stemmata crucigere. Constantin poartă divitision, iar Roman chlamys, între ei țin o cruce patriarhală de ceremonie cu hasta lungă. Cerc perlat exterior. Legendă revers: COnStΛntCЄROmΛn'AЧЧIb | Colecții particulare, Timiș | Cimec    |
|      | Siliqua             | Datare: Sec.IV Școală: Constantinopolis, officina a VI-a Descoperit: jud. Vrancea, Panciu Material: argint | Descriere avers: Constantius al II-lea, bust, văzut din profil, purtând diademă de perle, platoșă și paludamentum. Cerc perlat exterior. Descriere revers: Inscripție în cunună de laur. Cerc perlat exterior. Descriere exergă: C S Legendă revers: VOTIS/XXX/MVLTIS/XXXX | Colecții particulare, Timiș | Cimec    |